# فهرست قسمت‌های سوپرنچرال
سوپرنچرال (به انگلیسی: Supernatural)  یک مجموعهٔ تلویزیونی درام فراطبیعی، ساخته‌شده توسط اریک کریپک، با بازیگری جرد پادالکی در نقش سم و جنسن اکلس در نقش دین وینچستر، برادرانی که در سراسر کشور آمریکا شیاطین و دیگر اشکال از موجودات ماوراطبیعی را شکار می‌کنند. داستان این مجموعهٔ تلویزیونی، قرض گرفته‌شده از فولکلور و افسانه‌های محلی، بررسی پاگانیسم، اساطیر مسیحی و شیاطین که دشمنان اصلی شخصیت‌های اصلی سریال در سراسر این مجموعه است، تشکیل شده‌است.
سریال، ابتدا کار خود را در ونکوور کانادا در ۱۳ سپتامبر ۲۰۰۵ بر روی شبکهٔ دابلیو بی، که اکنون بخشی از شبکه تلویزیونی سی دابلیو است، آغاز کرد. فصل دوم در ۲۸ سپتامبر ۲۰۰۶ و فصل سوم از سریال نیز در ۴ اکتبر ۲۰۰۷ ساخته شد. بعد از وقفه‌ایی تقریباً یک‌ساله، فصل چهارم در ۱۸ سپتامبر ۲۰۰۸ ساخته شد. برادران در این چهار فصل، ابتدا شروع به شکار ازازل_شیطان مسئول مرگ مادرشان- می‌کنند و سپس به شکار لیلیت، شیطانی که قراردادی برای گرفتن روح دین دارد و برای آزادی لوسیفر، فرشته سقوط کرده و پادشاه جهنم تلاش می‌کند، می‌روند.
ساخت فصل پنجم این سریال نیز در ۱۰ سپتامبر ۲۰۰۹ به پایان رسید. فصل پنجم از سریال، داستان ظهور لوسیفر، شخصی که برادران وینچستر باید برای جلوگیری از وقوع آخرالزمان و مبارزه او با قدیمی‌ترین فرشته مغرب، یعنی میکائیل او را متوقف کنند، شکل می‌گیرد. دوباره پس از وقفه‌ای تقریباً یک‌ساله، شبکه تلویزیونی سی دابلیو، در ۱۶ فوریه ۲۰۱۰ رسماً از ساخت دنباله این سریال در قالب فصل ششم، خبر داد. داستان این فصل، پیرامون کنترل جهنم به وسیله شیطانی به نام کراولی با بازی مارک شپرد، است؛ که در حالی که نتایج شکست لوسیفر در جنگ مقابل فرشتگان در بهشت دیده می‌شود، شروع به جستجو در برزخ می‌کند.
پس از ساخت و پخش کامل فصل ششم، در ۱۶ آوریل ۲۰۱۱، شبکه تلویزیونی سی دابلیو از شروع اکران فصل جدید سوپرنچرال خبر داد. تهیه کنندگان سریال نیز از افزودن یک شخصیت جدید به نام کستیل با بازی میشا کالینز، خبر دادند. داستان فصل ۷، بر روی تلاش برادران وینچستر برای جلوگیری از تسخیر کامل جهان به وسیله لویاتان، موجودات آزادشده از برزخ، متمرکز شده‌است. پخش فصل هشتم سریال، در تاریخ ۱۵ می ۲۰۱۳ به پایان رسید. داستان این فصل، سیر کردن یک لوح تازه کشف‌شده حاوی نام خدا و پیامبر خدا، کوین است. در این فصل، پس از بازگشت دین وینچستر به کمک خون‌آشامی به نام بنی از برزخ، برادران شروع به مبارزه با کراولی می‌کنند.. پخش فصل نهم از ۸ اکتبر ۲۰۱۳ آغاز، و در ۱۶ می ۲۰۱۴ به پایان رسید. داستان فصل نهم نیز، ادامه داستان فصل هشتم و حول محور درگیری برادران وینچستر با فرشته‌ای که لوح را نوشته، شوالیه‌های جهنمی، و مبارزه داخلی دین در برابر علامت هابیل و قابیل است.
کارگردانی فصل دهم سریال، در تاریخ ۷ اکتبر ۲۰۱۴ آغاز شد. تهیه‌کنندگان سریال، از قطعی شدن حضور کراولی به‌عنوان یک شخصیت اصلی در این سریال، خبر دادند. جنسن اکلس بازیگر نقش دین وینچستر، کارگردان سومین قسمت از فصل دهم، به نام «تنها بازمانده» است.
| فصل‌ها: ۱ ۲ ۳ ۴ ۵ ۶ ۷ ۸ ۹ ۱۰ · رتبه‌بندی‌های نیلسن · تاریخ انتشار رسانه خانگی · یادداشت‌ها |

## مرور کلی مجموعه
| فصل | قسمت‌ها | قسمت‌ها | تاریخ اصلی روی آنتن رفتن | تاریخ اصلی روی آنتن رفتن | تاریخ اصلی روی آنتن رفتن | رتبه | میانگین بیننده (به میلیون) |
| فصل | قسمت‌ها | قسمت‌ها | اولین بار                | آخرین بار                | شبکه                     | رتبه | میانگین بیننده (به میلیون) |
| --- | ------ | ------ | ------------------------ | ------------------------ | ------------------------ | ---- | -------------------------- |
| ۱   | ۲۲     | ۲۲     | ۱۳ سپتامبر ۲۰۰۵          | ۴ مه ۲۰۰۶                | The WB                   | ۱۶۵  | ۳٫۸۱                       |
| ۲   | ۲۲     | ۲۲     | ۲۸ سپتامبر ۲۰۰۶          | ۱۷ مه ۲۰۰۷               | The CW                   | ۲۱۶  | ۳٫۱۴                       |
| ۳   | ۱۶     | ۱۶     | ۴ اکتبر ۲۰۰۷             | ۱۵ مه ۲۰۰۸               | The CW                   | ۱۸۷  | ۲٫۷۴                       |
| ۴   | ۲۲     | ۲۲     | ۱۸ سپتامبر ۲۰۰۸          | ۱۴ مه ۲۰۰۹               | The CW                   | ۱۶۱  | ۳٫۱۴                       |
| ۵   | ۲۲     | ۲۲     | ۱۰ سپتامبر ۲۰۰۹          | ۱۳ مه ۲۰۱۰               | The CW                   | ۱۲۵  | ۲٫۶۴                       |
| ۶   | ۲۲     | ۲۲     | ۲۴ سپتامبر ۲۰۱۰          | ۲۰ مه ۲۰۱۱               | The CW                   | ۲۰۹  | ۲٫۴۲                       |
| ۷   | ۲۳     | ۲۳     | ۲۳ سپتامبر ۲۰۱۱          | ۱۸ مه ۲۰۱۲               | The CW                   | ۱۷۶  | ۲٫۰۳                       |
| ۸   | ۲۳     | ۲۳     | ۳ اکتبر ۲۰۱۲             | ۱۵ مه ۲۰۱۳               | The CW                   | ۱۵۲  | ۲٫۵۲                       |
| ۹   | ۲۳     | ۲۳     | ۸ اکتبر ۲۰۱۳             | ۲۰ مه ۲۰۱۴               | The CW                   | ۱۴۱  | ۲٫۸۱                       |
| ۱۰  | ۲۳     | ۲۳     | ۷ اکتبر ۲۰۱۴             | ۲۰ مه ۲۰۱۵               | The CW                   | ۱۵۶  | ۲٫۰۲                       |
| ۱۱  | ۲۳     | ۲۳     | ۷ اکتبر ۲۰۱۵             | ۲۵ مه ۲۰۱۶               | The CW                   | ۱۳۱  | ۲٫۸۱                       |
| ۱۲  | ۲۳     | ۲۳     | ۱۳ اکتبر ۲۰۱۶            | ۱۸ مه ۲۰۱۷               | The CW                   | ۱۳۲  | ۲٫۶۲                       |
| ۱۳  | ۲۳     | ۲۳     | ۱۲ اکتبر ۲۰۱۷            | ۱۷ مه ۲۰۱۸               | The CW                   | ۱۶۶  | ۲٫۳۲                       |
| ۱۴  | ۲۰     | ۲۰     | ۱۱ اکتبر ۲۰۱۸            | ۲۵ آوریل ۲۰۱۹            | The CW                   | ۱۵۹  | ۲٫۰۷                       |
| ۱۵  | ۲۰     | ۲۰     | ۱۰ اکتبر ۲۰۱۹            | ۱۹ نوامبر ۲۰۲۰           | The CW                   | TBA  | TBA                        |

## قسمت‌ها

### فصل ۱ (۰۶-۲۰۰۵)
| شماره قسمت در سریال | شماره قسمت در فصل | عنوان (نام)     | کارگردان          | نویسنده                                                           | تاریخ پخش اصلی  | کد تولید | میانگین بیننده در آمریکا (میلیون) |
| ------------------- | ----------------- | --------------- | ----------------- | ----------------------------------------------------------------- | --------------- | -------- | --------------------------------- |
| ۱                   | ۱                 | «آغاز (پایلوت)» | دیوید ناتر        | اریک کریپک                                                        | ۱۳ سپتامبر ۲۰۰۵ | 475285   | ۵٫۶۹                              |
| ۲                   | ۲                 | «وندیگو»        | دیوید ناتر        | داستان: ران میلباور و تری هیوز بوردون نمایش تلویزیونی: اریک کریپک | ۲۰ سپتامبر ۲۰۰۵ | 2T6901   | ۵٫۰۱                              |
| ۳                   | ۳                 | «مرده در آب»    | کیم منرز          | سرا گمبل و راله تاکر                                              | ۲۷ سپتامبر ۲۰۰۵ | 2T6903   | ۵٫۰۱                              |
| ۴                   | ۴                 | «مسافر خیالی»   | رابرت سینگر       | ریچارد هتم                                                        | ۴ اکتبر ۲۰۰۵    | 2T6904   | ۵٫۴۰                              |
| ۵                   | ۵                 | «بلادی مری»     | پیتر الیس         | داستان: ران میلباور و تری هیوز بوردون نمایش تلویزیونی: اریک کریپک | ۱۱ اکتبر ۲۰۰۵   | 2T6905   | ۵٫۵۰                              |
| ۶                   | ۶                 | «پوست»          | رابرت دانکن مک‌نیل | جان شیبان                                                         | ۱۸ اکتبر ۲۰۰۵   | 2T6906   | ۵٫۰۰                              |
| ۷                   | ۷                 | «مرد چنگکی»     | دیوید جکسون       | جان شیبان                                                         | ۲۵ اکتبر ۲۰۰۵   | 2T6902   | ۵٫۰۸                              |
| ۸                   | ۸                 | «حشرات»         | کیم منرز          | راکل نیو و بیل کواکلی                                             | ۸ نوامبر ۲۰۰۵   | 2T6907   | ۴٫۴۷                              |
| ۹                   | ۹                 | «خانه»          | کن گیروتی         | اریک کریپک                                                        | ۱۵ نوامبر ۲۰۰۵  | 2T6908   | ۴٫۲۱                              |
| ۱۰                  | ۱۰                | «تیمارستان»     | گای بی            | ریچارد هاتم                                                       | ۲۲ نوامبر ۲۰۰۵  | 2T6909   | ۵٫۳۸                              |
| ۱۱                  | ۱۱                | «مترسک»         | کیم منرز          | داستان: پاتریک سین سمیت نمایش تلویزیونی: جان شیبان                | ۱۰ ژانویه ۲۰۰۶  | 2T6911   | ۴٫۲۳                              |
| ۱۲                  | ۱۲                | «ایمان»         | الن کروکر         | سرا گمبل و رائله تاکر                                             | ۱۷ ژانویه ۲۰۰۶  | 2T6910   | ۳٫۸۶                              |
| ۱۳                  | ۱۳                | «جاده ۶۶۶»      | پاول شاپیرو       | براد باکنر و اجنیه روس-لمینگ                                      | ۳۱ ژانویه ۲۰۰۶  | 2T6912   | ۵٫۸۲                              |
| ۱۴                  | ۱۴                | «کابوس»         | فیل اسکریچیا      | سرا گمبل و رائله تاکر                                             | ۷ فوریه ۲۰۰۶    | 2T6913   | ۴٫۲۷                              |
| ۱۵                  | ۱۵                | «بندرها»        | پیتر الیس         | جان شیبان                                                         | ۱۴ فوریه ۲۰۰۶   | 2T6914   | ۳٫۹۶                              |
| ۱۶                  | ۱۶                | «سایه»          | کیم منرز          | اریک کریپک                                                        | ۲۸ فوریه ۲۰۰۶   | 2T6915   | ۴٫۲۲                              |
| ۱۷                  | ۱۷                | «خانه جهنمی»    | کریس لانگ         | تری کالاوی                                                        | ۳۰ مارس ۲۰۰۶    | 2T6916   | ۳٫۷۶                              |
| ۱۸                  | ۱۸                | «چیزی بدجنس»    | ویتنی رانسیک      | دنیل ناف                                                          | ۶ آوریل ۲۰۰۶    | 2T6917   | ۳٫۶۷                              |
| ۱۹                  | ۱۹                | «منشاء»         | فیل ریکیا         | دیوید اهرمن                                                       | ۱۳ آوریل ۲۰۰۶   | 2T6918   | ۳٫۶۲                              |
| ۲۰                  | ۲۰                | «خون مرد مرده»  | تونی وارم‌بی       | کاترین هامفریس و جان شیبان                                        | ۲۰ آوریل ۲۰۰۶   | 2T6919   | ۳٫۹۹                              |
| ۲۱                  | ۲۱                | «رهایی»         | رابرت سینگر       | سرا گمبل و رائله تاکر                                             | ۲۷ آوریل ۲۰۰۶   | 2T6920   | ۳٫۲۶                              |
| ۲۲                  | ۲۲                | «تله شیطان»     | کیم منرز          | اریک کریپک                                                        | ۴ مه ۲۰۰۶       | 2T6921   | ۳٫۹۹                              |

### فصل ۲ (۰۷-۲۰۰۶)
| شماره قسمت در سریال | شماره قسمت در فصل | عنوان (نام)                             | کارگردان       | نویسنده                                                        | تاریخ پخش اصلی  | کد تولید | میانگین بیننده در آمریکا (میلیون) |
| ------------------- | ----------------- | --------------------------------------- | -------------- | -------------------------------------------------------------- | --------------- | -------- | --------------------------------- |
| ۲۳                  | ۱                 | «در زمان مرگ من»                        | کیم منرز       | اریک کریپک                                                     | ۲۸ سپتامبر ۲۰۰۶ | 3T5501   | ۳٫۹۳                              |
| ۲۴                  | ۲                 | «همه دلقک را دوست دارند»                | فیل ریکیا      | جان شیبان                                                      | ۵ اکتبر ۲۰۰۶    | 3T5502   | ۳٫۳۴                              |
| ۲۵                  | ۳                 | «شهوت خونریزی»                          | رابرت سینگر    | سرا گمبل                                                       | ۱۲ اکتبر ۲۰۰۶   | 3T5503   | ۳٫۷۸                              |
| ۲۶                  | ۴                 | «بچه‌ها نباید با چیزهای مرده بازی کنند»  | کیم منرز       | رائله تاکر                                                     | ۱۹ اکتبر ۲۰۰۶   | 3T5504   | ۳٫۲۹                              |
| ۲۷                  | ۵                 | «سایمون گفت»                            | تیم آی‌کوفانو   | بن ادلاند                                                      | ۲۶ اکتبر ۲۰۰۶   | 3T5505   | ۳٫۶۵                              |
| ۲۸                  | ۶                 | «بدون خروج»                             | کیم منرز       | مت ویتن                                                        | ۲ نوامبر ۲۰۰۶   | 3T5506   | ۳٫۳۸                              |
| ۲۹                  | ۷                 | «مظنونین معمولی»                        | مایکل روحل     | کاترین هامفریس                                                 | ۹ نوامبر ۲۰۰۶   | 3T5507   | ۳٫۱۹                              |
| ۳۰                  | ۸                 | «موسیقی جاز چهارراه»                    | استیو بویام    | سرا گمبل                                                       | ۱۶ نوامبر ۲۰۰۶  | 3T5508   | ۳٫۱۶                              |
| ۳۱                  | ۹                 | «کروتون»                                | رابرت سینگر    | جان شیبان                                                      | ۷ دسامبر ۲۰۰۶   | 3T5509   | ۳٫۱۲                              |
| ۳۲                  | ۱۰                | «شکار شده»                              | راشل تالالی    | رائله تاکر                                                     | ۱۱ ژانویه ۲۰۰۷  | 3T5510   | ۳٫۲۴                              |
| ۳۳                  | ۱۱                | «اسباب‌بازی‌ها»                           | چارلز بیسون    | مت ویتن                                                        | ۱۸ ژانویه ۲۰۰۷  | 3T5511   | ۳٫۴۴                              |
| ۳۴                  | ۱۲                | «تغییردهنده شب»                         | فیل ریکیا      | بن ادلاند                                                      | ۲۵ ژانویه ۲۰۰۷  | 3T5512   | ۳٫۴۲                              |
| ۳۵                  | ۱۳                | «خانه‌های مقدس»                          | کیم منرز       | سرا گمبل                                                       | ۱ فوریه ۲۰۰۷    | 3T5513   | ۳٫۳۷                              |
| ۳۶                  | ۱۴                | «متولد شده با علائم بد»                 | جی. میلر توبین | کاترین هامفریس                                                 | ۸ فوریه ۲۰۰۷    | 3T5514   | ۲٫۸۴                              |
| ۳۷                  | ۱۵                | «داستان‌های بلند»                        | بردفورد می     | جان شیبان                                                      | ۱۵ فوریه ۲۰۰۷   | 3T5515   | ۳٫۰۳                              |
| ۳۸                  | ۱۶                | «کشته شده در جاده»                      | چارلز بیسون    | رائله تاکر                                                     | ۱۵ مارس ۲۰۰۷    | 3T5516   | ۳٫۵۲                              |
| ۳۹                  | ۱۷                | «قلب»                                   | کیم منرز       | سرا گمبل                                                       | ۲۲ مارس ۲۰۰۷    | 3T5517   | ۳٫۳۸                              |
| ۴۰                  | ۱۸                | «بابل هالیوود»                          | فیل ریکیا      | بن ادلاند                                                      | ۱۹ آوریل ۲۰۰۷   | 3T5518   | ۳٫۲۵                              |
| ۴۱                  | ۱۹                | «آبی‌های زندان فولسوم»                   | مایک روحل      | جان شیبان                                                      | ۲۶ آوریل ۲۰۰۷   | 3T5519   | ۳٫۳۳                              |
| ۴۲                  | ۲۰                | «آنچه هست و آنچه هرگز نباید اتفاق افتد» | اریک کریپک     | رائله تاکر                                                     | ۳ مه ۲۰۰۷       | 3T5520   | ۳٫۱۱                              |
| ۴۳                  | ۲۱                | «اوضاع از کنترل خارج می شود (قسمت اول)» | رابرت سینگر    | سرا گمبل                                                       | ۱۰ مه ۲۰۰۷      | 3T5521   | ۲٫۹۰                              |
| ۴۴                  | ۲۲                | «اوضاع از کنترل خارج می شود (قسمت دوم)» | کیم منرز       | داستان: اریک کریپک و مایکل تی. مور نمایش تلویزیونی: اریک کریپک | ۱۷ مه ۲۰۰۷      | 3T5522   | ۲٫۷۲                              |

### فصل ۳ (۰۸-۲۰۰۷)
| شماره قسمت در سریال | شماره قسمت در فصل | عنوان (نام)               | کارگردان       | نویسنده                                                           | تاریخ پخش اصلی | کد تولید | میانگین بیننده در آمریکا (میلیون) |
| ------------------- | ----------------- | ------------------------- | -------------- | ----------------------------------------------------------------- | -------------- | -------- | --------------------------------- |
| ۴۵                  | ۱                 | «هفت باشکوه»              | کیم منرز       | اریک کریپک                                                        | ۴ اکتبر ۲۰۰۷   | 3T6901   | ۲٫۹۷                              |
| ۴۶                  | ۲                 | «بچه‌ها خوب هستند»         | فیل ریکیا      | سرا گمبل                                                          | ۱۱ اکتبر ۲۰۰۷  | 3T6902   | ۳٫۱۶                              |
| ۴۷                  | ۳                 | «روز بد در بلک راک»       | رابرت سینگر    | بن ادلاند                                                         | ۱۸ اکتبر ۲۰۰۷  | 3T6903   | ۳٫۰۳                              |
| ۴۸                  | ۴                 | «شهر گناه»                | چارلز بیسون    | رابرت سینگر و جرمی کارور                                          | ۲۵ اکتبر ۲۰۰۷  | 3T6904   | ۳٫۰۲                              |
| ۴۹                  | ۵                 | «قصه‌های زمان خواب»        | مایکل روحل     | کاترین هامفریس                                                    | ۱ نوامبر ۲۰۰۷  | 3T6905   | ۳٫۲۴                              |
| ۵۰                  | ۶                 | «آسمان قرمز در صبح»       | کلیف بول       | لارنس آندریس                                                      | ۸ نوامبر ۲۰۰۷  | 3T6906   | ۳٫۰۱                              |
| ۵۱                  | ۷                 | «خون تازه»                | کیم منرز       | سرا گمبل                                                          | ۱۵ نوامبر ۲۰۰۷ | 3T6907   | ۲٫۸۸                              |
| ۵۲                  | ۸                 | «کریسمس بسیار ماوراطبیعی» | جی. میلر توبین | جرمی کارور                                                        | ۱۳ دسامبر ۲۰۰۷ | 3T6908   | ۳٫۰۲                              |
| ۵۳                  | ۹                 | «چکش جادوگران»            | رابرت سینگر    | بن ادلاند                                                         | ۳۱ ژانویه ۲۰۰۸ | 3T6909   | ۲٫۹۵                              |
| ۵۴                  | ۱۰                | «کمی رویای مرا ببین»      | استیو بویام    | داستان: سرا گمبل و کاترین هامفریس نمایش تلویزیونی: کاترین هامفریس | ۷ فوریه ۲۰۰۸   | 3T6910   | ۲٫۶۸                              |
| ۵۵                  | ۱۱                | «محل راز»                 | کیم منرز       | داستان: جرمی کارور و امیلی مک‌لافلین نمایش تلویزیونی: جرمی کاور    | ۱۴ فوریه ۲۰۰۸  | 3T6912   | ۲٫۹۷                              |
| ۵۶                  | ۱۲                | «حقوق در بلو»             | فیل ریکیا      | سرا گمبل                                                          | ۲۱ فوریه ۲۰۰۸  | 3T6911   | ۳٫۲۳                              |
| ۵۷                  | ۱۳                | «مقابله کنندگان با روح»   | فیل ریکیا      | بن ادلاند                                                         | ۲۴ آوریل ۲۰۰۸  | 3T6913   | ۲٫۲۲                              |
| ۵۸                  | ۱۴                | «تماسی از مسیری دور»      | رابرت سینگر    | جرمی کارور                                                        | ۱ مه ۲۰۰۸      | 3T6914   | ۲٫۶۳                              |
| ۵۹                  | ۱۵                | «زمان، طرف من است»        | چارلز بیسون    | سرا گمبل                                                          | ۸ مه ۲۰۰۸      | 3T6915   | ۲٫۵۵                              |
| ۶۰                  | ۱۶                | «آرامشی برای اشرار نیست»  | کیم منرز       | اریک کریپک                                                        | ۱۵ مه ۲۰۰۸     | 3T6916   | ۳٫۰۰                              |

### فصل ۴ (۰۹-۲۰۰۸)
| شماره قسمت در سریال | شماره قسمت در فصل | عنوان (نام)                       | کارگردان       | نویسنده                                                  | تاریخ پخش اصلی  | کد تولید | میانگین بیننده در آمریکا (میلیون) |
| ------------------- | ----------------- | --------------------------------- | -------------- | -------------------------------------------------------- | --------------- | -------- | --------------------------------- |
| ۶۱                  | ۱                 | «قیام لازاروس»                    | کیم منرز       | اریک کریپک                                               | ۱۸ سپتامبر ۲۰۰۸ | 3T7501   | ۳٫۹۶                              |
| ۶۲                  | ۲                 | «خدایا! اونجایی؟ منم دین وینچستر» | فیل ریکیا      | داستان: سرا گمبل و لائو بولو نمایش داستانی: سرا گمبل     | ۲۵ سپتامبر ۲۰۰۸ | 3T7502   | ۳٫۱۸                              |
| ۶۳                  | ۳                 | «در ابتدا»                        | استیو بویام    | جرمی کارور                                               | ۲ اکتبر ۲۰۰۸    | 3T7504   | ۳٫۵۱                              |
| ۶۴                  | ۴                 | «دگردیسی»                         | کیم منرز       | کاترین هامفریس                                           | ۹ اکتبر ۲۰۰۸    | 3T7505   | ۳٫۱۵                              |
| ۶۵                  | ۵                 | «فیلم هیولایی»                    | رابرت سینگر    | بن ادلاند                                                | ۱۶ اکتبر ۲۰۰۸   | 3T7503   | ۳٫۰۶                              |
| ۶۶                  | ۶                 | «تب زرد»                          | فیل ریکیا      | اندرو دب و دنیل لوف‌لین                                   | ۲۳ اکتبر ۲۰۰۸   | 3T7506   | ۳٫۲۵                              |
| ۶۷                  | ۷                 | «سم وینچستر کدو تنبل بزرگیه»      | چارلز بیسون    | جولی سیجه                                                | ۳۰ اکتبر ۲۰۰۸   | 3T7507   | ۳٫۵۵                              |
| ۶۸                  | ۸                 | «افکار مشتاق»                     | رابرت سینگر    | داستان: بن ادلاند و لو بولو نمایش تلویزیونی: بن ادلاند   | ۶ نوامبر ۲۰۰۸   | 3T7508   | ۳٫۲۴                              |
| ۶۹                  | ۹                 | «می‌دانم تابستان پیش چه کردی»      | چارلز بیسون    | سرا گمبل                                                 | ۱۳ نوامبر ۲۰۰۸  | 3T7509   | ۲٫۹۴                              |
| ۷۰                  | ۱۰                | «بهشت و جهنم»                     | جی. میلر توبین | داستان: ترور سندز نمایش تلویزیونی: اریک کریپک            | ۲۰ نوامبر ۲۰۰۸  | 3T7510   | ۳٫۳۴                              |
| ۷۱                  | ۱۱                | «بقایای خانواده»                  | فیل ریکیا      | جرمی کارور                                               | ۱۵ ژانویه ۲۰۰۹  | 3T7511   | ۲٫۹۸                              |
| ۷۲                  | ۱۲                | «کریس انجل یک آدم ضایع است»       | رابرت سینگر    | جولیه سیج                                                | ۲۲ ژانویه ۲۰۰۹  | 3T7512   | ۳٫۰۶                              |
| ۷۳                  | ۱۳                | «بعد از ویژه مدرسه»               | آدام کین       | اندرو دب و دنیل لوف‌لین                                   | ۲۹ ژانویه ۲۰۰۹  | 3T7513   | ۳٫۵۶                              |
| ۷۴                  | ۱۴                | «سکس و خشونت»                     | چارلز بیسون    | کاترین هامفریس                                           | ۵ فوریه ۲۰۰۹    | 3T7514   | ۳٫۳۷                              |
| ۷۵                  | ۱۵                | «مرگ به تعطیلات می‌رود»            | استیو بویام    | جرمی کارور                                               | ۱۲ مارس ۲۰۰۹    | 3T7515   | ۲٫۸۴                              |
| ۷۶                  | ۱۶                | «روی سر میخ»                      | مایکل روحل     | بن ادلاند                                                | ۱۹ مارس ۲۰۰۹    | 3T7516   | ۳٫۳۷                              |
| ۷۷                  | ۱۷                | «این زندگی مزخرفیه»               | جیمز لی. کانوی | سرا گمبل                                                 | ۲۶ مارس ۲۰۰۹    | 3T7517   | ۳٫۱۳                              |
| ۷۸                  | ۱۸                | «هیولای آخر این کتاب»             | مایک روحل      | داستان: جولیه سیج و ننسی وینر نمایش تلویزیونی: جولیه سیج | ۲ آوریل ۲۰۰۹    | 3T7518   | ۳٫۲۷                              |
| ۷۹                  | ۱۹                | «پرش کوسه»                        | فیل ریکیا      | اندرو دب و دنیل لوف‌لین                                   | ۲۳ آوریل ۲۰۰۹   | 3T7519   | ۲٫۷۰                              |
| ۸۰                  | ۲۰                | «خلسه»                            | چارلز بیسون    | جرمی کارور                                               | ۳۰ آوریل ۲۰۰۹   | 3T7520   | ۲٫۹۵                              |
| ۸۱                  | ۲۱                | «وقتی سد می‌شکند»                  | رابرت سینگر    | سرا گمبل                                                 | ۷ مه ۲۰۰۹       | 3T7521   | ۲٫۷۹                              |
| ۸۲                  | ۲۲                | «قیام لوسیفر»                     | اریک کریپک     | اریک کریپک                                               | ۱۴ مه ۲۰۰۹      | 3T7522   | ۲٫۸۹                              |

### فصل ۵ (۱۰-۲۰۰۹)
| شماره قسمت در سریال | شماره قسمت در فصل | عنوان (نام)                      | کارگردان       | نویسنده                                                               | تاریخ پخش اصلی  | کد تولید | میانگین بیننده در آمریکا (میلیون) |
| ------------------- | ----------------- | -------------------------------- | -------------- | --------------------------------------------------------------------- | --------------- | -------- | --------------------------------- |
| ۸۳                  | ۱                 | «همدردی برای شیطان»              | رابرت سینگر    | اریک کریپک                                                            | ۱۰ سپتامبر ۲۰۰۹ | 3X5201   | ۳٫۴۰                              |
| ۸۴                  | ۲                 | «خدای خوب»                       | فیل ریکیا      | سرا گمبل                                                              | ۱۷ سپتامبر ۲۰۰۹ | 3X5202   | ۲٫۸۰                              |
| ۸۵                  | ۳                 | «آزادی برای تو و من»             | جی. میلر توبین | جرمی کارور                                                            | ۲۴ سپتامبر ۲۰۰۹ | 3X5203   | ۲٫۶۶                              |
| ۸۶                  | ۴                 | «پایان»                          | استیو بویام    | بن ادلاند                                                             | ۱ اکتبر ۲۰۰۹    | 3X5204   | ۲٫۶۲                              |
| ۸۷                  | ۵                 | «بت‌های سقوط کرده»                | جیمز لی. کانوی | جولی سیج                                                              | ۸ اکتبر ۲۰۰۹    | 3X5205   | ۲٫۴۷                              |
| ۸۸                  | ۶                 | «باور دارم بچه‌ها آینده ما هستند» | چارلز بیسون    | اندرو دب و دنیل لوف‌لین                                                | ۱۵ اکتبر ۲۰۰۹   | 3X5206   | ۲٫۵۹                              |
| ۸۹                  | ۷                 | «پرونده عجیب دین وینچستر»        | رابرت سینگر    | داستان: سرا گمبل و جنی کلین نمایش تلویزیونی: سرا گمبل                 | ۲۹ اکتبر ۲۰۰۹   | 3X5207   | ۲٫۹۰                              |
| ۹۰                  | ۸                 | «کانال‌های عوض‌شده»                | چارلز بیسون    | جرمی کارور                                                            | ۵ نوامبر ۲۰۰۹   | 3X5208   | ۲٫۶۵                              |
| ۹۱                  | ۹                 | «جنجگوهای واقعی روح»             | جیمز لی. کانوی | داستان: ننسی وینر نمایش تلویزیونی: اریک کریپک                         | ۱۲ نوامبر ۲۰۰۹  | 3X5209   | ۲٫۶۹                              |
| ۹۲                  | ۱۰                | «رها کردن همه امیدها»            | فیل ریکیا      | بن ادلاند                                                             | ۱۹ نوامبر ۲۰۰۹  | 3X5210   | ۲٫۵۱                              |
| ۹۳                  | ۱۱                | «سم، مقطوع»                      | جیمز لی. کانوی | اندرو دب و دنیل لوف‌لین                                                | ۲۱ ژانویه ۲۰۱۰  | 3X5211   | ۲٫۷۹                              |
| ۹۴                  | ۱۲                | «گوشت معاوضه شده»                | رابرت سینگر    | داستان: جولی سیج و ربکا دسرتین و هاروی فردر نمایش تلویزیونی: جولی سیج | ۲۸ ژانویه ۲۰۱۰  | 3X5212   | ۲٫۶۵                              |
| ۹۵                  | ۱۳                | «آهنگی که همان می‌ماند»           | استیو بویام    | سرا گمبل و ننسی وینر                                                  | ۴ فوریه ۲۰۱۰    | 3X5213   | ۲٫۲۸                              |
| ۹۶                  | ۱۴                | «ولنتاین خونین من»               | مایکل روهل     | بن ادلاند                                                             | ۱۱ فوریه ۲۰۱۰   | 3X5215   | ۲٫۵۱                              |
| ۹۷                  | ۱۵                | «مرد مرده لباس شطرنجی نمی‌پوشد»   | جان شوالتر     | جرمی کارور                                                            | ۲۵ مارس ۲۰۱۰    | 3X5214   | ۲٫۹۵                              |
| ۹۸                  | ۱۶                | «نیمه تاریک ماه»                 | جف وولناف      | اندرو دب و دنیل لوف‌لین                                                | ۱ آوریل ۲۰۱۰    | 3X5216   | ۲٫۴۰                              |
| ۹۹                  | ۱۷                | «۹۹ مشکل»                        | چارلز بیسون    | جولی سیج                                                              | ۸ آوریل ۲۰۱۰    | 3X5217   | ۲٫۷۸                              |
| 100                 | ۱۸                | «هدف بی بازگشت»                  | فیل ریکیا      | جرمی کارور                                                            | ۱۵ آوریل ۲۰۱۰   | 3X5218   | ۲٫۴۵                              |
| 101                 | ۱۹                | «چکش خدایگان»                    | ریک بوتا       | داستان: دیوید رید نمایش تلویزیونی: اندرو دب و دینل لوف‌لین             | ۲۲ آوریل ۲۰۱۰   | 3X5219   | ۲٫۸۲                              |
| 102                 | ۲۰                | «شیطانی که می‌شناسی»              | رابرت سینگر    | بن ادلاند                                                             | ۲۹ آوریل ۲۰۱۰   | 3X5220   | ۲٫۳۸                              |
| 103                 | ۲۱                | «دو دقیقه به نیمه شب»            | فیل ریکیا      | سرا گمبل                                                              | ۶ مه ۲۰۱۰       | 3X5221   | ۲٫۵۳                              |
| 104                 | ۲۲                | «آواز قو»                        | استیو بویام    | داستان: اریک گویتز نمایش تلویزیونی: اریک کریپک                        | ۱۳ مه ۲۰۱۰      | 3X5222   | ۲٫۸۴                              |

### فصل ۶ (۱۱-۲۰۱۰)
| شماره قسمت در سریال | شماره قسمت در فصل | عنوان (نام)                       | کارگردان     | نویسنده                                                                                      | تاریخ پخش اصلی  | کد تولید | میانگین بیننده در آمریکا (میلیون) |
| ------------------- | ----------------- | --------------------------------- | ------------ | -------------------------------------------------------------------------------------------- | --------------- | -------- | --------------------------------- |
| 105                 | ۱                 | «تبعید به مین سنت»                | فیل اسکریچیا | سرا گمبل                                                                                     | ۲۴ سپتامبر ۲۰۱۰ | 3X6052   | ۲٬۹۰                              |
| 106                 | ۲                 | «دو و نصفه‌ای مرد»                 | جان شووالتر  | آدام گلس                                                                                     | ۱ اکتبر ۲۰۱۰    | 3X6053   | ۲٫۳۳                              |
| 107                 | ۳                 | «سومین مرد»                       | رابرت سینگر  | بن ادلوند                                                                                    | ۸ اکتبر ۲۰۱۰    | 3X6054   | ۲٫۱۶                              |
| 108                 | ۴                 | «آخر هفته پیش بابی»               | جنسن اکلس    | اندرو دب و دنیل لافلین                                                                       | ۱۵ اکتبر ۲۰۱۰   | 3X6051   | ۲٫۸۴                              |
| 109                 | ۵                 | «آزاد زندگی کن»                   | راد هاردی    | برت متیوس                                                                                    | ۲۲ اکتبر ۲۰۱۰   | 3X6056   | ۲٫۴۷                              |
| 110                 | ۶                 | «تو نمی‌توانی با حقیقت کنار بیایی» | جن الیازبرگ  | داستان: دیوید رید و اریک چارملو و نیکول اسنایدر نمایش تلویزیونی: اریک چارملو و نیکول اسنایدر | ۲۹ اکتبر ۲۰۱۰   | 3X6055   | ۲٫۵۲                              |
| 111                 | ۷                 | «مسائل خانوادگی»                  | گای بی       | اندرو دب و دنیل لافلین                                                                       | ۵ نوامبر ۲۰۱۰   | 3X6057   | ۲٫۴۶                              |
| 112                 | ۸                 | «همه سگ‌ها به بهشت می‌روند»         | فیل اسجیرسیا | آدام گلس                                                                                     | ۱۲ نوامبر ۲۰۱۰  | 3X6058   | ۲٫۰۹                              |
| 113                 | ۹                 | «اگر باور داری، دستاتو بهم بزن»   | جان شوالتر   | بن ادلوند                                                                                    | ۱۹ نوامبر ۲۰۱۰  | 3X6059   | ۱٫۹۴                              |
| 114                 | ۱۰                | «گرمای حبس شده»                   | رابرت سینگر  | برت متیوس و جنی کلین                                                                         | ۳ دسامبر ۲۰۱۰   | 3X6060   | ۲٫۱۵                              |
| 115                 | ۱۱                | «قرار ملاقات در سامارا»           | مایک روهل    | سرا گمبل و رابرت سینگر                                                                       | ۱۰ دسامبر ۲۰۱۰  | 3X6061   | ۲٫۲۷                              |
| 116                 | ۱۲                | «مثل یک باکره»                    | فیل اسکریچیا | آدام گلس                                                                                     | ۴ فوریه ۲۰۱۱    | 3X6062   | ۲٫۲۵                              |
| 117                 | ۱۳                | «نابخشودنی»                       | دیوید برت    | اندرو دب و دنیل لافلین                                                                       | ۱۱ فوریه ۲۰۱۱   | 3X6063   | ۱٫۹۷                              |
| 118                 | ۱۴                | «مانکن ۳: تسویه حساب»             | جینات شوارک  | اریک چارملو و نیکول اسنایدر                                                                  | ۱۸ فوریه ۲۰۱۱   | 3X6064   | ۲٫۲۵                              |
| 119                 | ۱۵                | «اشتباه فرانسوی»                  | چارلز بیسون  | بن ادلوند                                                                                    | ۲۵ فوریه ۲۰۱۱   | 3X6065   | ۲٫۱۸                              |
| 120                 | ۱۶                | «... و بعد آنجا هیچ چیز نبود»     | مایک روهل    | برت متیوس                                                                                    | ۴ مارس ۲۰۱۱     | 3X6066   | ۲٫۱۴                              |
| 121                 | ۱۷                | «قلبم به زدن ادامه می‌دهد»         | فیل اسکریچیا | اریک چارملو و نیکول اسنایدر                                                                  | ۱۵ آوریل ۲۰۱۱   | 3X6068   | ۲٫۲۶                              |
| 122                 | ۱۸                | «زمین مرزی»                       | گای بی       | داستان: اندرو دب و دنیل لافلین و جکسون استوارت نمایش تلویزیونی: اندرو دب و دنیل لافلین       | ۲۲ آوریل ۲۰۱۱   | 3X6067   | ۱٫۹۰                              |
| 123                 | ۱۹                | «عزیزترینِ مامان»                  | جان شووالتر  | آدام گلس                                                                                     | ۲۹ آوریل ۲۰۱۱   | 3X6069   | ۲٫۰۱                              |
| 124                 | ۲۰                | «مردی که می‌توانست شاه شود»        | بن ادلوند    | بن ادلوند                                                                                    | ۶ مه ۲۰۱۱       | 3X6070   | ۲٫۱۱                              |
| 125                 | ۲۱                | «بگذار خون بیاید»                 | جان شووالتر  | سرا گمبل                                                                                     | ۲۰ مه ۲۰۱۱      | 3X6071   | ۲٫۰۲                              |
| 126                 | ۲۲                | «مردی که زیادی می‌دانست»           | رابرت سینگر  | اریک کریپک                                                                                   | ۲۰ مه ۲۰۱۱      | 3X6072   | ۲٫۱۱                              |

### فصل ۷ (۱۲-۲۰۱۱)
| شماره قسمت در سریال | شماره قسمت در فصل | عنوان (نام)                                | کارگردان       | نویسنده                    | تاریخ پخش اصلی  | کد تولید | میانگین بیننده در آمریکا (میلیون) |
| ------------------- | ----------------- | ------------------------------------------ | -------------- | -------------------------- | --------------- | -------- | --------------------------------- |
| ۱۲۷                 | ۱                 | «دیدار رئیس جدید»                          | فیل اسکریچیا   | سرا گمبل                   | ۲۳ سپتامبر ۲۰۱۱ | 3X7052   | ۲٫۰۱                              |
| ۱۲۸                 | ۲                 | «سلام، جهان بی‌رحم»                         | گای بی         | بن ادلوند                  | ۳۰ سپتامبر ۲۰۱۱ | 3X7053   | ۱٫۸۰                              |
| ۱۲۹                 | ۳                 | «دختر همسایه»                              | جنسن اکلس      | اندرو دب و دنیل لافلین     | ۷ اکتبر ۲۰۱۱    | 3X7051   | ۱٫۷۲                              |
| ۱۳۰                 | ۴                 | «از زندگی ات دفاع کن»                      | رابرت سینگر    | آدام گلس                   | ۱۴ اکتبر ۲۰۱۱   | 3X7054   | ۱٫۶۹                              |
| ۱۳۱                 | ۵                 | «دکتر فیل! خفه شو»                         | فیل اسکریچیا   | برد باکنر و ایگنی رز لمینگ | ۲۱ اکتبر ۲۰۱۱   | 3X7055   | ۱٫۹۲                              |
| ۱۳۲                 | ۶                 | «قصه زخم»                                  | جان شوالتر     | رابی تامپسون               | ۲۸ اکتبر ۲۰۱۱   | 3X7056   | ۱٫۷۴                              |
| ۱۳۳                 | ۷                 | «ذهن خوان»                                 | مایک روهل      | بن اکر و بن بلکر           | ۴ نوامبر ۲۰۱۱   | 3X7057   | ۱٫۸۴                              |
| ۱۳۴                 | ۸                 | «زمان ازدواج»                              | تیم اندرو      | اندرو دب و دنیل لافلین     | ۱۱ نوامبر ۲۰۱۱  | 3X7058   | ۱٫۸۵                              |
| ۱۳۵                 | ۹                 | «بردن دوستان و تحت تأثیر قراردادن هیولاها» | گای بی         | بن ادلاند                  | ۱۸ نوامبر ۲۰۱۱  | 3X7059   | ۱٫۵۵                              |
| ۱۳۶                 | ۱۰                | «دروازه مرگ»                               | رابرت سینگر    | سرا گمبل                   | ۲ دسامبر ۲۰۱۱   | 3X7060   | ۱٫۸۹                              |
| ۱۳۷                 | ۱۱                | «ماجراجویی در پرستاری بچه‌ها»               | جینات سزوارک   | آدام گلس                   | ۶ ژانویه ۲۰۱۲   | 3X7061   | ۱٫۸۲                              |
| ۱۳۸                 | ۱۲                | «وقت به وقت»                               | فیل ریکیا      | رابی تامپسون               | ۱۳ ژانویه ۲۰۱۲  | 3X7062   | ۱٫۵۵                              |
| ۱۳۹                 | ۱۳                | «دختران»                                   | جری وانک       | برد باکنر و ایجنی رز لمینگ | ۳ فوریه ۲۰۱۲    | 3X7063   | ۱٫۷۲                              |
| ۱۴۰                 | ۱۴                | «نمایشگاه جادویی پنی ویستل دلیر»           | مایک روهل      | اندرو دب و دنیل لافلین     | ۱۰ فوریه ۲۰۱۲   | 3X7064   | ۱٫۸۸                              |
| ۱۴۱                 | ۱۵                | «دوباره تسخیر شده»                         | توماس جی. رایت | بن ادلاند                  | ۱۷ فوریه ۲۰۱۲   | 3X7065   | ۱٫۷۴                              |
| ۱۴۲                 | ۱۶                | «بیرون رفتن با پیرها»                      | جان شووالتر    | رابرت سینگر و جنی کلین     | ۱۶ مارس ۲۰۱۲    | 3X7066   | ۱٫۷۳                              |
| ۱۴۳                 | ۱۷                | «هویت جدید»                                | رابرت سینگر    | سرا گمبل                   | ۲۳ مارس ۲۰۱۲    | 3X7067   | ۱٫۶۳                              |
| ۱۴۴                 | ۱۸                | «مهمونی شروع شد گارث!»                     | فیل ریکیا      | آدام گلس                   | ۳۰ مارس ۲۰۱۲    | 3X7068   | ۱٫۷۸                              |
| ۱۴۵                 | ۱۹                | «اهمیت قبر»                                | تیم اندرو      | برد باکنر و ایجنی رز لمینگ | ۲۰ آوریل ۲۰۱۲   | 3X7069   | ۱٫۵۷                              |
| ۱۴۶                 | ۲۰                | «دختری با خالکوبی اژدها و سیاه‌چال»         | جان مک کارتی   | رابی تامپسون               | ۲۷ آوریل ۲۰۱۲   | 3X7070   | ۱٫۶۱                              |
| ۱۴۷                 | ۲۱                | «خواندن، کاری پایه‌ای است»                  | بن ادلاند      | بن ادلاند                  | ۴ مه ۲۰۱۲       | 3X7071   | ۱٫۶۶                              |
| ۱۴۸                 | ۲۲                | «آنجا خون خواهد بود»                       | گای بی         | اندرو دب و دنیل لافلین     | ۱۱ مه ۲۰۱۲      | 3X7072   | ۱٫۵۸                              |
| ۱۴۹                 | ۲۳                | «رهایی از شایستگی»                         | رابرت سینگر    | سرا گمبل                   | ۱۸ مه ۲۰۱۲      | 3X7073   | ۱٫۵۶                              |

### فصل ۸ (۱۳-۲۰۱۲)
| شماره قسمت در سریال | شماره قسمت در فصل | عنوان (نام)                      | کارگردان          | نویسنده                     | تاریخ پخش اصلی | کد تولید | میانگین بیننده در آمریکا (میلیون) |
| ------------------- | ----------------- | -------------------------------- | ----------------- | --------------------------- | -------------- | -------- | --------------------------------- |
| ۱۵۰                 | ۱                 | «ما باید دربارهٔ کوین صحبت کنیم»  | رابرت سینگر       | جرمی کارور                  | ۳ اکتبر ۲۰۱۲   | 3X7802   | ۱٫۸۵                              |
| ۱۵۱                 | ۲                 | «اوضاع چطوره مامان ببره؟»        | جان شوالتر        | اندرو دب و دینل لوف‌لین      | ۱۰ اکتبر ۲۰۱۲  | 3X7803   | ۲٫۵۱                              |
| ۱۵۲                 | ۳                 | «اندوه»                          | جنسن اکلس         | برد باکنر و اجنیه روس-لمینگ | ۱۷ اکتبر ۲۰۱۲  | 3X7801   | ۲٫۱۳                              |
| ۱۵۳                 | ۴                 | «گزیدگی»                         | توماس جی. رایت    | رابی تامپسون                | ۲۴ اکتبر ۲۰۱۲  | 3X7804   | ۱٫۸۶                              |
| ۱۵۴                 | ۵                 | «برادر تنی»                      | گای بی            | بن ادلاند                   | ۳۱ اکتبر ۲۰۱۲  | 3X7805   | ۱٫۷۸                              |
| ۱۵۵                 | ۶                 | «آسودگی جنوبی»                   | تیم اندرو         | آدام گلاس                   | ۷ نوامبر ۲۰۱۲  | 3X7806   | ۲٫۳۲                              |
| ۱۵۶                 | ۷                 | «یک تکه کوچک از کوین»            | چارلی کارنر       | برد باکنر و اجنیه روس-لمینگ | ۱۴ نوامبر ۲۰۱۲ | 3X7807   | ۲٫۳۲                              |
| ۱۵۷                 | ۸                 | «قهرمان شکار»                    | پال ادواردز       | اندرو دب                    | ۲۸ نوامبر ۲۰۱۲ | 3X7808   | ۲٫۰۰                              |
| ۱۵۸                 | ۹                 | «دندان ناب بومی»                 | نیک کوپاس         | دنیل لوف‌لین                 | ۵ دسامبر ۲۰۱۲  | 3X7809   | ۲٫۰۶                              |
| ۱۵۹                 | ۱۰                | «پاره و خسته»                    | رابرت سینگر       | جنی کلین                    | ۱۶ ژانویه ۲۰۱۳ | 3X7810   | ۱٫۹۹                              |
| ۱۶۰                 | ۱۱                | «بازی‌بازها و دختر واقعی»         | جین‌نات وارک       | رابی تامپسون                | ۲۳ ژانویه ۲۰۱۳ | 3X7811   | ۲٫۰۱                              |
| ۱۶۱                 | ۱۲                | «همان‌طور که زمان می‌گذرد»         | سرج لادوئوکئور    | آدام گلاس                   | ۳۰ ژانویه ۲۰۱۳ | 3X7812   | ۲٫۱۲                              |
| ۱۶۲                 | ۱۳                | «همه از هیتلر بدشان می‌آید»       | فیل اسکریچیا      | بن ادلاند                   | ۶ فوریه ۲۰۱۳   | 3X7814   | ۲٫۲۹                              |
| ۱۶۳                 | ۱۴                | «آزمون و خطا»                    | کوین پارکز        | اندرو دب                    | ۱۳ فوریه ۲۰۱۳  | 3X7813   | ۲٫۴۱                              |
| ۱۶۴                 | ۱۵                | «بهترین دوست آدم به همراه منافع» | جان شوالتر        | برد باکنر و اجنیه روس-لمینگ | ۲۰ فوریه ۲۰۱۳  | 3X7815   | ۲٫۱۰                              |
| ۱۶۵                 | ۱۶                | «تایتان‌ها را به یاد بیاور»       | استیو بویام       | دنیل لوف‌لین                 | ۲۷ فوریه ۲۰۱۳  | 3X7816   | ۲٫۱۳                              |
| ۱۶۶                 | ۱۷                | «خداحافظ غریبه»                  | توماس جی. رایت    | رابی تامپسون                | ۲۰ مارس ۲۰۱۳   | 3X7817   | ۲٫۱۶                              |
| ۱۶۷                 | ۱۸                | «عجیب‌ها و ماسک دارها»            | جان اف. شوالتر    | آدام گلاس                   | ۲۷ مارس ۲۰۱۳   | 3X7818   | ۲٫۲۳                              |
| ۱۶۸                 | ۱۹                | «راننده تاکسی»                   | گای بی            | برد باکنر و اجنیه روس-لمینگ | ۳ آوریل ۲۰۱۳   | 3X7819   | ۱٫۹۰                              |
| ۱۶۹                 | ۲۰                | «تب پک‌من»                        | رابرت سینگر       | رابی تامپسون                | ۲۴ آوریل ۲۰۱۳  | 3X7820   | ۲٫۳۸                              |
| ۱۷۰                 | ۲۱                | «بهترین رویاپرداز»               | رابرت دانکن مک‌نیل | بن ادلاند                   | ۱ مه ۲۰۱۳      | 3X7821   | ۲٫۰۷                              |
| ۱۷۱                 | ۲۲                | «نمایش کلیپ»                     | توماس جی. رایت    | اندرو دب                    | ۸ مه ۲۰۱۳      | 3X7822   | ۲٫۰۷                              |
| ۱۷۲                 | ۲۳                | «فداکاری»                        | فیل ریکیا         | جرمی کارور                  | ۱۵ مه ۲۰۱۳     | 3X7823   | ۲٫۳۱                              |

### فصل ۹ (۱۴-۲۰۱۳)
| شماره قسمت در سریال | شماره قسمت در فصل | عنوان (نام)                   | کارگردان         | نویسنده                     | تاریخ پخش      | کد تولید | میانگین بیننده در آمریکا (میلیون) |
| ------------------- | ----------------- | ----------------------------- | ---------------- | --------------------------- | -------------- | -------- | --------------------------------- |
| ۱۷۳                 | ۱                 | «فکر کنم از اینجا خوشم می‌آید» | جان شوالتر       | جرمی کارور                  | ۸ اکتبر ۲۰۱۳   | 4X5052   | ۲٫۵۹                              |
| ۱۷۴                 | ۲                 | «شیطان شاید اهمیت بدهد»       | گای بی           | اندرو دب                    | ۱۵ اکتبر ۲۰۱۳  | 4X5051   | ۲٫۳۳                              |
| ۱۷۵                 | ۳                 | «من فرشته نیستم»              | کوین هوکس        | برد باکنر و اجنیه روس-لمینگ | ۲۲ اکتبر ۲۰۱۳  | 4X5053   | ۲٫۳۴                              |
| ۱۷۶                 | ۴                 | «مهمانی چرت زدن»              | رابرت سینگر      | رابی تامپسون                | ۲۹ اکتبر ۲۰۱۳  | 4X5054   | ۲٫۱۹                              |
| ۱۷۷                 | ۵                 | «بعدازظهر سگی دین»            | تیم اندرو        | اریک چارملو و نیکول نیدر    | ۵ نوامبر ۲۰۱۳  | 4X5056   | ۲٫۱۵                              |
| ۱۷۸                 | ۶                 | «بهشت نمی‌تواند صبر کند»       | راب سپرا         | رابرت برنز                  | ۱۲ نوامبر ۲۰۱۳ | 4X5057   | ۲٫۳۶                              |
| ۱۷۹                 | ۷                 | «پسران بد»                    | کوین پارکز       | آدام گلاس                   | ۱۹ نوامبر ۲۰۱۳ | 4X5055   | ۲٫۰۱                              |
| ۱۸۰                 | ۸                 | «سنگ و یک مکان سخت»           | جان مک‌کارتی      | جنی کلین                    | ۲۶ نوامبر ۲۰۱۳ | 4X5058   | ۲٫۳۹                              |
| ۱۸۱                 | ۹                 | «وحشت مقدس»                   | توماس جی. رایت   | برد باکنر و اجنیه روس-لمینگ | ۳ دسامبر ۲۰۱۳  | 4X5059   | ۲٫۴۲                              |
| ۱۸۲                 | ۱۰                | «سفر جاده‌ای»                  | روبرت سینگر      | اندرو دب                    | ۱۴ ژانویه ۲۰۱۴ | 4X5060   | ۲٫۲۱                              |
| ۱۸۳                 | ۱۱                | «اولین زاده»                  | جان بدهام        | رابی تامپسون                | ۲۱ ژانویه ۲۰۱۴ | 4X5061   | ۲٫۶۵                              |
| ۱۸۴                 | ۱۲                | «دندان‌های تیز»                | جان شوالتر       | آدام گلاس                   | ۲۸ ژانویه ۲۰۱۴ | 4X5062   | ۲٫۷۶                              |
| ۱۸۵                 | ۱۳                | «پاکسازی»                     | فیل اسکریچیا     | اریک چارملو و نیکول نیدر    | ۴ فوریه ۲۰۱۴   | 4X5063   | ۲٫۴۶                              |
| ۱۸۶                 | ۱۴                | «اسیران»                      | جری وانک         | رابرت برنز                  | ۲۵ فوریه ۲۰۱۴  | 4X5064   | ۲٫۱۲                              |
| ۱۸۷                 | ۱۵                | «مرد لاغر»                    | جین‌نات وارک      | جنی کلین                    | ۴ مارس ۲۰۱۴    | 4X5066   | ۱٫۹۳                              |
| ۱۸۸                 | ۱۶                | «رقیبان شمشیر»                | سرج لادوکئور     | برد باکنر و اجنیه روس-لمینگ | ۱۸ مارس ۲۰۱۴   | 4X5065   | ۱٫۸۶                              |
| ۱۸۹                 | ۱۷                | «مددکار کوچولوی مادر»         | میشا کالینز      | آدام گلاس                   | ۲۵ مارس ۲۰۱۴   | 4X5067   | ۲٫۲۵                              |
| ۱۹۰                 | ۱۸                | «فرا داستان»                  | توماس جی. اریت   | رابی تامپسون                | ۱۵ آوریل ۲۰۱۴  | 4X5068   | ۱٫۶۰                              |
| ۱۹۱                 | ۱۹                | «الکس آنی الکسیس آن»          | استفان پلسزینسکی | رابرت برنز                  | ۲۲ آوریل ۲۰۱۴  | 4X5069   | ۲٫۱۰                              |
| ۱۹۲                 | ۲۰                | «شجره نامه»                   | رابرت سینگر      | اندور دب                    | ۲۹ آوریل ۲۰۱۴  | 4X5070   | ۲٫۰۳                              |
| ۱۹۳                 | ۲۱                | «پادشاه جهنمی»                | پی.جی. پس‌سی      | برد باکنر و اجنیه روس-لمینگ | ۶ مه ۲۰۱۴      | 4X5071   | ۱٫۵۹                              |
| ۱۹۴                 | ۲۲                | «پلکانی به بهشت»              | گای بی           | اندرو دب                    | ۱۳ مه ۲۰۱۴     | 4X5072   | ۱٫۷۴                              |
| ۱۹۵                 | ۲۳                | «به معجزه اعتقاد داری؟»       | توماس جی. رایت   | جرمی کارور                  | ۲۰ مه ۲۰۱۴     | 4X5073   | ۲٫۳۰                              |

### فصل ۱۰ (۱۵-۲۰۱۴)
| شماره قسمت در سریال | شماره قسمت در فصل | عنوان (نام)                | کارگردان         | نویسنده                                                           | تاریخ پخش      | کد تولید | میانگین بیننده در آمریکا (میلیون) |
| ------------------- | ----------------- | -------------------------- | ---------------- | ----------------------------------------------------------------- | -------------- | -------- | --------------------------------- |
| ۱۹۶                 | ۱                 | «سیاه»                     | رابرت سینگر      | جرمی کارور                                                        | ۷ اکتبر ۲۰۱۴   | 4X5802   | ۲٫۵۰                              |
| ۱۹۷                 | ۲                 | «رایشن باخ»                | توماس جی. رایت   | اندرو دب                                                          | ۱۴ اکتبر ۲۰۱۴  | 4X5803   | ۲٫۱۳                              |
| ۱۹۸                 | ۳                 | «بازمانده روح»             | جنسن اکلس        | براد باکنر و اجنیه روس-لمینگ                                      | ۲۱ اکتبر ۲۰۱۴  | 4X5801   | ۲٫۰۸                              |
| ۱۹۹                 | ۴                 | «ماه کاغذی»                | جین‌نات وارک      | آدام گلاس                                                         | ۲۸ اکتبر ۲۰۱۴  | 4X5804   | ۱٫۹۳                              |
| ۲۰۰                 | ۵                 | «افسانه»                   | فیل اسکریچیا     | رابی تامپسون                                                      | ۱۱ نوامبر ۲۰۱۴ | 4X5805   | ۲٫۱۷                              |
| ۲۰۱                 | ۶                 | «از جوس بپرس»              | جان مک‌کارتی      | اریک کارملو و نیکول اسنایدر                                       | ۱۸ نوامبر ۲۰۱۴ | 4X5806   | ۲٫۵۴                              |
| ۲۰۲                 | ۷                 | «دخترا، دخترا، دخترا»      | رابرت سینگر      | رابرت برنز                                                        | ۲۵ نوامبر ۲۰۱۴ | 4X5807   | ۲٫۳۰                              |
| ۲۰۳                 | ۸                 | «هیبینگ ۹۱۱»               | تیم اندرو        | داستان توسط: جنی کلین و فیل کریچیا نمایش تلویزیونی توسط: جنی کلین | ۲ دسامبر ۲۰۱۴  | 4X5808   | ۲٫۳۳                              |
| ۲۰۴                 | ۹                 | «چیزهایی که ما جا گذاشتیم» | گای بی           | اندرو دب                                                          | ۹ دسامبر ۲۰۱۴  | 4X5809   | ۲٫۶۲                              |
| ۲۰۵                 | ۱۰                | «بازی‌های شکارچی»           | جان بدهام        | یوجین روس-لمینگ و برد باکنر                                       | ۲۰ ژانویه ۲۰۱۵ | 4X5811   | ۲٫۴۲                              |
| ۲۰۶                 | ۱۱                | «هیچ جایی مثل خانه نمی‌شود» | فیل اسکریچیا     | روبی تامپسون                                                      | ۲۷ ژانویه ۲۰۱۵ | 4X5810   | ۲٫۰۶                              |
| ۲۰۷                 | ۱۲                | «دربارهٔ یک پسر»            | سرج لادوکر       | آدام گلس                                                          | ۳ فوریه ۲۰۱۵   | 4X5812   | ۲٫۲۱                              |
| ۲۰۸                 | ۱۳                | «بایست و آتش را مهار کن»   | جان شوالتر       | اریک چارملو و نیکول اسنایدر                                       | ۱۰ فوریه ۲۰۱۵  | 4X5813   | ۱٫۹۸                              |
| ۲۰۹                 | ۱۴                | «نوای جلاد»                | فیل اسکریچیا     | رابرت برنز                                                        | ۱۷ فوریه ۲۰۱۵  | 4X5814   | ۲٫۰۹                              |
| ۲۱۰                 | ۱۵                | «چیزهایی که حمل کردند»     | جان بدهام        | جنی کلین                                                          | ۱۸ مارس ۲۰۱۵   | 4X5815   | ۱٫۷۳                              |
| ۲۱۱                 | ۱۶                | «رنگش را سیاه کن»          | جان شوالتر       | برد باکر و یوجین روس-لمینگ                                        | ۲۵ مارس ۲۰۱۵   | 4X5816   | ۱٫۷۰                              |
| ۲۱۲                 | ۱۷                | «مرد نفوذی»                | رشاد ارنستو گرین | اندرو دب                                                          | ۱ آوریل ۲۰۱۵   | 4X5817   | ۱٫۷۰                              |
| ۲۱۳                 | ۱۸                | «کتاب جهنمی»               | پی. جی پسک       | رابی تامپسون                                                      | ۱۵ آوریل ۲۰۱۵  | 4X5818   | ۱٫۷۶                              |
| ۲۱۴                 | ۱۹                | «پروژه ورتر»               | استفان پلسزینسکی | رابرت برنز                                                        | ۲۲ آوریل ۲۰۱۵  | 4X5819   | ۱٫۶۳                              |
| ۲۱۵                 | ۲۰                | «قلب فرشته»                | استیو بویام      | رابی تامپسون                                                      | ۲۹ آوریل ۲۰۱۵  | 4X5820   | ۱٫۷۴                              |
| ۲۱۶                 | ۲۱                | «خاندان تاریک»             | رابرت سینگر      | یوجینی راس-لمینگ و برد باکنر                                      | ۶ مه ۲۰۱۵      | 4X5821   | ۱٫۴۵                              |
| ۲۱۷                 | ۲۲                | «زندانی»                   | توماس جی. رایت   | اندرو دب                                                          | ۱۳ مه ۲۰۱۵     | 4X5821   | ۱٫۷۵                              |
| ۲۱۸                 | ۲۳                | «نگهبان برادر»             | فیل کریچیا       | جرمی کارور                                                        | ۲۰ مه ۲۰۱۵     | 4X5821   | ۱٫۷۳                              |

### فصل ۱۱ (۲۰۱۵–۱۶)
| قسمت در سریال | قسمت در فصل | عنوان                      | کارگردان            | نویسنده                      | تاریخ پخش       | کد تولید | بینندگان در امریکا (میلیون) |
| ------------- | ----------- | -------------------------- | ------------------- | ---------------------------- | --------------- | -------- | --------------------------- |
| ۲۱۹           | ۱           | «خارج از تاریکی، درون آتش» | رابرت سینگر         | جرمی کارور                   | ۷ اکتبر ۲۰۱۵    | 4X6252   | 1.94                        |
| ۲۲۰           | ۲           | «فرم و تهی»                | فیل اسکریچیا        | اندرو دب                     | ۱۴ اکتبر، ۲۰۱۵  | 4X6253   | 1.85                        |
| ۲۲۱           | ۳           | «کار بد»                   | جنسن اکلس           | برد باکنر و یوجینی راس لمینگ | اکتبر ۲۱, ۲۰۱۵  | 4X6251   | 1.59                        |
| ۲۲۲           | ۴           | «عزیزک»                    | توماس جی. رایت      | رابی تامسون                  | اکتبر ۲۸٬۲۰۱۵   | 4X6254   | 2.04                        |
| ۲۲۳           | ۵           | «لیزی لاغر»                | رشاد ارنستو گرین    | نانسی وان                    | نوامبر ۴, ۲۰۱۵  | 4X6255   | 1.64                        |
| ۲۲۴           | ۶           | «دنیای کوچک ما»            | جان شوالتر          | رابرت برنز                   | نوامبر ۱۱, ۲۰۱۵ | 4X6256   | 1.70                        |
| ۲۲۵           | ۷           | «باشکوه»                   | تیم اندرو           | اریک چارملو و نیکول اسنایدر  | ۱۸نوامبر، ۲۰۱۵  | 4X6257   | 1.66                        |
| ۲۲۶           | ۸           | «فقط تصورات من»            | ریچارد اسپیت جونیور | جنی کلین                     | ۲ دسامبر، ۲۰۱۵  | 4X6258   | 2.00                        |
| ۲۲۷           | ۹           | «ای برادر کجایی؟»          | رابرت سینگر         | یوجینی راس-لمینگ و برد باکنر | ۹ دسامبر، ۲۰۱۵  | 4X6259   | 1.90                        |
| ۲۲۸           | ۱۰          | «شیطان با جزئیات»          | توماس جی. رایت      | اندرو دب                     | ۲۰ ژانویه، ۲۰۱۶ | 4X6260   | 1.83                        |
| ۲۲۹           | ۱۱          | «با جادو»                  | جان بدهام           | رابی تامسون                  | ۲۷ ژانویه، ۲۰۱۶ | 4X6261   | 1.88                        |
| ۲۳۰           | ۱۲          | «مرا فراموش نکن»           | استفن پلسزیسنکی     | نانسی وان                    | ۳ فوریه، ۲۰۱۶   | 4X6262   | 1.87                        |
| ۲۳۱           | ۱۳          | «عشق، درد دارد»            | فیل اسکریچیا        | اریک چامبرلو و نیکول سیندر   | ۱۰ فوریه، ۲۰۱۶  | 4X6263   | 1.83                        |
| ۲۳۲           | ۱۴          | «پوسته»                    | جان بدهام           | رابرت برنز                   | ۱۷ فوریه، ۲۰۱۶  | 4X6264   | 1.98                        |
| ۲۳۳           | ۱۵          | «آنسوی تشک»                | جری ونک             | جان برینگ و اندرو دب         | ۲۴ فوریه، ۲۰۱۶  | 4X6265   | 1.85                        |
| ۲۳۴           | ۱۶          | «خانه امن»                 | استفن پلسزینسکی     | رابی تامسون                  | ۲۳ مارس، ۲۰۱۶   | 4X6266   | 1.69                        |
| ۲۳۵           | ۱۷          | «گوشت قرمز»                | نینا لوپز-کورادو    | رابرت برنز و اندرو دب        | ۳۰ مارس ۲۰۱۶    | 4X6267   | 1.45                        |
| ۲۳۶           | ۱۸          | «فرشته جهنم»               | فیل اسکریچیا        | برد باکنر و یوجینی راس-لمینگ | ۶ آوریل ۲۰۱۶    | 4X6268   | ۱٫۷۵                        |
| ۲۳۷           | ۱۹          | «آواز خوان‌ها»              | ادواردو سانچز       | نانسی ون                     | ۲۷ آوریل ۲۰۱۶   | 4X6269   | ۱٫۶۷                        |
| ۲۳۸           | ۲۰          | «مرا شرلی صدا نزن»         | رابرت سینگر         | رابی تامسون                  | ۴ مه ۲۰۱۶       | 4X6270   | ۱٫۵۴                        |
| ۲۳۹           | ۲۱          | «همه در خانواده»           | توماس جی. رایت      | یوجینی راس-لمینگ و برد باکنر | ۱۱ مه ۲۰۱۶      | 4X6271   | ۱٫۷۵                        |
| ۲۴۰           | ۲۲          | «ما چند نفر آدم خوشحال»    | جان بدهام           | رابرت برنز                   | ۱۸ مه ۲۰۱۶      | 4X6272   | ۱٫۵۹                        |
| ۲۴۱           | ۲۳          | «آلفا و امگا»              | فیل اسکریچیا        | اندرو دب                     | ۲۵ مه ۲۰۱۶      | 4X6273   | ۱٫۸۴                        |

### فصل ۱۲ (۲۰۱۶–۱۷)
| شم. کلی | شم. در فصل | عنوان                       | کارگردان            | نویسنده                      | تاریخ انتشار اصلی | کد تولید   | U.S. تعداد بیننده (میلیون) |
| ------- | ---------- | --------------------------- | ------------------- | ---------------------------- | ----------------- | ---------- | -------------------------- |
| ۲۴۲     | ۱          | «آرام باش و ادامه بده»      | فیل اسکریچیا        | اندرو دب                     | ۱۳ اکتبر ۲۰۱۶     | T13.199521 | 2.15                       |
| ۲۴۳     | ۲          | «ماما میا!»                 | توماس جی. رایت      | برد باکنر و یوجینی راس-لمینگ | ۲۰ اکتبر ۲۰۱۶     | T13.199522 | 1.61                       |
| ۲۴۴     | ۳          | «ریخته‌گری»                  | رابرت سینگر         | رابرت برنز                   | ۲۷ اکتبر ۲۰۱۶     | T13.199523 | 1.68                       |
| ۲۴۵     | ۴          | «کابوس آمریکایی»            | جان شوالتر          | دیوی پرز                     | ۳ نوامبر ۲۰۱۶     | T13.199524 | 1.81                       |
| ۲۴۶     | ۵          | «کسی که منتظرش بودی»        | نینا لوپز-کورادو    | مردیت گلین                   | ۱۰ نوامبر ۲۰۱۶    | T13.199525 | 1.70                       |
| ۲۴۷     | ۶          | «جشن زندگی آسا فاکس»        | جان بدهام           | استیون یوکی                  | ۱۷ نوامبر ۲۰۱۶    | T13.199526 | 1.80                       |
| ۲۴۸     | ۷          | «راک هرگز نمی‌میرد»          | ادواردو سانچز       | رابرت برنز                   | ۱ دسامبر ۲۰۱۶     | T13.199527 | 1.80                       |
| ۲۴۹     | ۸          | «نیلوفر آبی»                | فیل اسکریچیا        | یوجینی راس-لمینگ و برد باکنر | ۸ دسامبر ۲۰۱۶     | T13.199528 | 1.73                       |
| ۲۵۰     | ۹          | «خون اول»                   | رابرت سینگر         | اندرو دب                     | ۲۶ ژانویه ۲۰۱۶    | T13.199529 | 1.72                       |
| ۲۵۱     | ۱۰         | «لیلی ساندرز پشیمان است.»   | توماس جی. رایت      | استیو یاکی                   | ۲ فوریه ۲۰۱۶      | T13.199530 | 1.73                       |
| ۲۵۲     | ۱۱         | «دربارهٔ دین»                | جان بدهام           | مردیث گلین                   | ۹ فوریه ۲۰۱۶      | T13.199531 | 1.73                       |
| ۲۵۳     | ۱۲         | «با تو گیر کرده‌ام»          | ریچارد اسپیت جونیور | دیوی پرز                     | ۱۶ فوریه ۲۰۱۶     | T13.19962  | 1.81                       |
| ۲۵۴     | ۱۳         | «خصومت خانوادگی»            | پی.جی. پس           | برد باکنر و یوجینی راس لمینگ | ۲۳ فوریه ۲۰۱۷     | T13.19963  | 1.62                       |
| ۲۵۵     | ۱۴         | «یورش»                      | جان مک کارتی        | رابرت برنز                   | ۲ مارس ۲۰۱۷       | T13.19964  | 1.63                       |
| ۲۵۶     | ۱۵         | «جایی در میان بهشت و جهنم»  | نینا لوپز کورادو    | دیوی پرز                     | ۹ مارس ۲۰۱۷       | T13.19965  | 1.49                       |
| 257     | 16         | «خانم‌ها رایگان می نوشند!»   | آیمن کادرالی        | مردیث گلین                   | ۳۰ مارس ۲۰۱۷      | T13.19966  | 1.71                       |
| 258     | 17         | «تهاجم بریتانیایی ها»       | جان شوالتر          | یوجینی راس لمینگ و برد باکنر | ۶ آوریل ۲۰۱۷      | T13.19967  | 1.57                       |
| 259     | 18         | «حافظه باقی می ماند»        | فیل اسگریچا         | جان برینگ                    | ۱۳ آوریل ۲۰۱۷     | T13.19968  | 1.58                       |
| 260     | 19         | «آینده»                     | آماندا تپینگ        | رابرت برنز و مردیث گلین      | ۲۷ آوریل ۲۰۱۷     | T13.19969  | 1.38                       |
| 261     | 20         | «شاخه‌ها و پیچک و تاشا بینز» | ریچارد اسپیت        | استیو یاکی                   | ۴ مه ۲۰۱۷         | T13.19970  | 1.51                       |
| 262     | 21         | «مری یه چیزیش هست»          | پی جی پس            | برد باکنر و یوجینی راس لمینگ | ۱۱ مه ۲۰۱۷        | T13.19971  | 1.42                       |

### فصل ۱۳ (۲۰۱۷–۱۸)
| شم. کلی | شم. در فصل | عنوان                            | کارگردان             | نویسنده                       | تاریخ انتشار اصلی | کد تولید  | U.S. تعداد بیننده (میلیون) |
| ------- | ---------- | -------------------------------- | -------------------- | ----------------------------- | ----------------- | --------- | -------------------------- |
| ۲۶۵     | ۱          | «پیدا و پنهان»                   | فیل اسکریچیا         | اندرو دب                      | ۱۲ اکتبر ۲۰۱۷     | T13.20551 | 2.10                       |
| ۲۶۶     | ۲          | «پسر رو به رشد»                  | توماس جی. رایت       | یوجینی راس-لمینگ و برد باکنر  | ۱۹ اکتبر ۲۰۱۷     | T13.20552 | 1.90                       |
| ۲۶۷     | ۳          | «شکیبایی»                        | رابرت سینگر          | رابرت برنز                    | ۲۶ اکتبر ۲۰۱۷     | T13.20553 | 1.93                       |
| ۲۶۸     | ۴          | «پوچی بزرگ»                      | جان بدهام            | مردیث گلین                    | ۲ نوامبر ۲۰۱۷     | T13.20554 | 1.82                       |
| ۲۶۹     | ۵          | «مرگ‌شناسی پیشرفته»               | جان شوالتر           | استیو یاکی                    | ۹ نوامبر ۲۰۱۷     | T13.20555 | 1.71                       |
| ۲۷۰     | ۶          | «سنگ قبر»                        | نینا لوپز-کورادو     | دیوی پرز                      | ۱۶ نوامبر ۲۰۱۷    | T13.20556 | 1.89                       |
| ۲۷۱     | ۷          | «جنگ دنیاها»                     | ریچارد اسپیت جونیور  | یوجینی راس لمینگ و برد باکنر  | ۲۳ نوامبر ۲۰۱۷    | T13.20557 | 1.21                       |
| ۲۷۲     | ۸          | «عقرب و قورباغه»                 | رابرت سینگر          | مردیت گلین                    | ۳۰ نوامبر ۲۰۱۷    | T13.20558 | 1.73                       |
| ۲۷۳     | ۹          | «مکان بد»                        | فیل اسکریچیا         | رابرت برنز                    | ۷ دسامبر ۲۰۱۷     | T13.20559 | ۱٫۷۴                       |
| ۲۷۴     | ۱۰         | «خواهران سرکش»                   | فیل اسکریچیا         | رابرت برنز و اندرو دب         | ۱۸ ژانویه ۲۰۱۸    | T13.20560 | 1.85                       |
| ۲۷۵     | ۱۱         | «سقوط»                           | امین قادرعلی         | دیوی پرز                      | ۲۵ ژانویه ۲۰۱۸    | T13.20561 | 1.93                       |
| ۲۷۶     | ۱۲         | «شرورهای مختلف و گوناگون»        | آماندا تپینگ         | استیو یاکی                    | ۱ فوریه ۲۰۱۸      | T13.20562 | 1.68                       |
| ۲۷۷     | ۱۳         | «معامله شیطان»                   | ادواردو سانچز        | یوجینی راس لمینگ و برد بانکنر | ۸ فوریه ۲۰۱۸      | T13.20563 | 1.81                       |
| ۲۷۸     | ۱۴         | «اهداف خدا»                      | پی جی پیش            | مردیث گلین                    | ۱ مارس ۲۰۱۸       | T13.20564 | 1.61                       |
| ۲۷۹     | ۱۵         | «مقدس‌ترین انسان»                 | آماندا تپینگ         | اندرو دب و رابرت سینگر        | ۸ مارس ۲۰۱۸       | T13.20565 | 1.66                       |
| ۲۸۰     | ۱۶         | «اسکوبی نچرال»                   | رابرت سینگر          | جیم کریگ و جرمی آدامز         | ۲۹ مارس ۲۰۱۸      | T13.20566 | 2.03                       |
| ۲۸۱     | ۱۷         | «همان چیز»                       | جان شوالتر           | دیوی پرز                      | ۲۰۱۸              | T13.20567 | 1.41                       |
| ۲۸۲     | ۱۸         | «آن ها را زنده برگردان»          | امین قادر علی        | برد باکنر و یوجینی راس لمینگ  | ۲۰۱۸              | T13.20568 | 1.53                       |
| ۲۸۳     | ۱۹         | «مراسم ختم»                      | نینا لوپز-کورادو     | استیو یاکی                    | ۱۹ آوریل ۲۰۱۸     | T13.20569 | 1.38                       |
| ۲۸۴     | ۲۰         | «کار ناتمام»                     | ریچارد اسپایت جونیور | مردیث گلین                    | ۲۶ آوریل ۲۰۱۸     | T13.20570 | 1.51                       |
| ۲۸۵     | ۲۱         | «شیطان را شکست بده»              | فیل اسکریچیا         | رابرت برنز                    | ۳ مه ۲۰۱۸         | اعلان‌نشده | ن/م                        |
| ۲۸۶     | ۲۲         | «خروج»                           | توماس جی. رایت       | یوجینی راس-لمینگ و برد باکنر  | ۱۰ مه ۲۰۱۸        | اعلان‌نشده | ن/م                        |
| ۲۸۷     | ۲۳         | «بگذار نوبت به زمان‌های خوب برسد» | رابرت سینگر          | اندرو دب                      | ۱۷ مه ۲۰۱۸        | اعلان‌نشده | ن/م                        |

## قسمت‌های ویژه
| شماره قسمت. | عنوان                      | به روایت   | پخش‌شده در بین                                        | تاریخ پخش    |
| ----------- | -------------------------- | ---------- | ---------------------------------------------------- | ------------ |
| ۱           | «سوپرنچرال ویژه بسیار خاص» | راب بندیکت | «به معجزه اعتقاد داری؟» (قسمت ۱۹۵) «سیاه» (قسمت ۱۹۶) | ۶ اکتبر ۲۰۱۴ |

## رتبه‌بندی‌های نیلسن
| فصل | شبکه      | زمان پخش        | نخستین قسمت فصل | آخرین قسمت فصل | رده  | بیننده (میلیون) |
| --- | --------- | --------------- | --------------- | -------------- | ---- | --------------- |
| ۱   | دابلیو بی | سه‌شنبه ۲۱:۰۰    | ۱۳ سپتامبر ۲۰۰۵ | ۴ مه ۲۰۰۶      | #۱۶۵ | ۳.۸۱            |
| ۱   | دابلیو بی | پنجشنبه ۲۱:۰۰   | ۱۳ سپتامبر ۲۰۰۵ | ۴ مه ۲۰۰۶      | #۱۶۵ | ۳.۸۱            |
| ۲   | سی‌دابلیو  | ۲۸ سپتامبر ۲۰۰۶ | ۱۷ مه ۲۰۰۷      | #۲۱۶           | ۳.۱۴ |                 |
| ۳   | سی‌دابلیو  | ۴ اکتبر ۲۰۰۷    | ۱۵ مه ۲۰۰۸      | #۱۸۷           | ۲.۷۴ |                 |
| ۴   | سی‌دابلیو  | ۱۸ سپتامبر ۲۰۰۸ | ۱۴ مه ۲۰۰۹      | #۱۶۱           | ۳.۱۴ |                 |
| ۵   | سی‌دابلیو  | ۱۰ سپتامبر ۲۰۰۹ | ۱۳ مه ۲۰۱۰      | #۱۲۵           | ۲.۶۴ |                 |
| ۶   | سی‌دابلیو  | جمعه ۲۱:۰۰      | ۲۴ سپتامبر ۲۰۱۰ | ۲۰ مه ۲۰۱۱     | #۲۰۹ | ۲.۴۲            |
| ۷   | سی‌دابلیو  | جمعه ۲۱:۰۰      | ۲۳ سپتامبر ۲۰۱۱ | ۱۸ مه ۲۰۱۲     | #۱۷۶ | ۲.۰۲            |
| ۸   | سی‌دابلیو  | چهارشنبه ۲۱:۰۰  | ۳ اکتبر ۲۰۱۲    | ۱۵ مه ۲۰۱۳     | #۱۵۲ | ۲.۵۱            |
| ۹   | سی‌دابلیو  | سه‌شنبه ۲۱:۰۰    | ۸ اکتبر ۲۰۱۳    | ۲۰ مه ۲۰۱۴     | #۱۴۱ | ۲.۸۱            |
| ۱۰  | سی‌دابلیو  | سه‌شنبه ۲۱:۰۰    | ۷ اکتبر ۲۰۱۴    |                |      |                 |

## تاریخ انتشار رسانه خانگی
| فصل | فصل | قسمت‌ها | انتشار دی‌وی‌دی سوپرنچرال | انتشار دی‌وی‌دی سوپرنچرال | انتشار دی‌وی‌دی سوپرنچرال     | دیسک‌ها |
| فصل | فصل | قسمت‌ها | منطقه ۱                 | منطقه ۲                 | منطقه ۴                     | دیسک‌ها |
| --- | --- | ------ | ----------------------- | ----------------------- | --------------------------- | ------ |
|     | ۱   | ۲۲     | ۵ سپتامبر ۲۰۰۶          | ۲ اکتبر ۲۰۰۶            | ۶ سپتامبر ۲۰۰۶ ۳ اکتبر ۲۰۰۷ | ۶      |
|     | ۲   | ۲۲     | ۱۱ سپتامبر ۲۰۰۷         | ۲۹ اکتبر ۲۰۰۷           | ۳ اکتبر ۲۰۰۷                | ۶      |
|     | ۳   | ۱۶     | ۲ سپتامبر ۲۰۰۸          | ۲۵ اوت ۲۰۰۸             | ۱ اکتبر ۲۰۰۸                | ۵      |
|     | ۳-۱ | ۶۰     | ۲ سپتامبر ۲۰۰۸          | ۲۵ اوت ۲۰۰۸             | –                           | ۱۷     |
|     | ۴   | ۲۲     | ۱ سپتامبر ۲۰۰۹          | ۲ نوامبر ۲۰۰۹           | ۶ ژانویه ۲۰۱۰               | ۶      |
|     | ۴-۱ | ۸۲     | ۱ سپتامبر ۲۰۰۹          | ۲ نوامبر ۲۰۰۹           | –                           | ۲۳     |
|     | ۵   | ۲۲     | ۷ سپتامبر ۲۰۱۰          | ۱۸ اکتبر ۲۰۱۰           | ۱۰ نوامبر ۲۰۱۰              | ۶      |
|     | ۵-۱ | ۱۰۴    | ۱۰ مه ۲۰۱۱              | ۸ نوامبر ۲۰۱۰           | ۱۰ نوامبر ۲۰۱۰              | ۲۹     |
|     | ۶   | ۲۲     | ۱۳ سپتامبر ۲۰۱۱         | ۷ نوامبر ۲۰۱۱           | ۲ نوامبر ۲۰۱۱               | ۶      |
|     | ۶-۱ | ۱۲۶    | ۲۰ سپتامبر ۲۰۱۱         | ۷ نوامبر ۲۰۱۱           | ۹ نوامبر ۲۰۱۱               | ۳۵     |
|     | ۷   | ۲۳     | ۱۸ سپتامبر ۲۰۱۲         | ۵ نوامبر ۲۰۱۲           | ۳۲ اکتبر ۲۰۱۲               | ۶      |
|     | ۷-۱ | ۱۴۹    | -                       | ۵ نوامبر ۲۰۱۲           | ۳۱ اکتبر ۲۰۱۲               | ۴۱     |
|     | ۸   | ۲۳     | ۱۰ سپتامبر ۲۰۱۳         | ۲۸ اکتبر ۲۰۱۳           | ۲۵ سپتامبر ۲۰۱۳             | ۶      |
|     | ۸-۱ | ۱۷۲    | -                       | ۲۸ اکتبر ۲۰۱۳           | ۱۶ اکتبر ۲۰۱۳               | ۳۱     |
|     | ۹   | ۲۳     | ۹ سپتامبر ۲۰۱۴          | ۲۰ اکتبر ۲۰۱۴           | TBA                         | ۶      |

| فصل | فصل | قسمت‌ها | انتشار دیسک بلو-ری سوپرنچرال | انتشار دیسک بلو-ری سوپرنچرال | انتشار دیسک بلو-ری سوپرنچرال | انتشار دیسک بلو-ری سوپرنچرال | دیسک‌ها |
| فصل | فصل | قسمت‌ها | منطقه ۱                      | منطقه ۱                      | منطقه ۲                      | منطقه ۲                      | دیسک‌ها |
| فصل | فصل | قسمت‌ها | ایالات متحده آمریکا          | کانادا                       | بریتانیا                     | استرالیا                     | دیسک‌ها |
| --- | --- | ------ | ---------------------------- | ---------------------------- | ---------------------------- | ---------------------------- | ------ |
|     | ۱   | ۲۲     | ۱۵ ژوئن ۲۰۱۰                 | ۱۵ ژوئن ۲۰۱۰                 | ۲۲ اوت ۲۰۱۱                  | ۲۶ اکتبر ۲۰۱۰                | ۴      |
|     | ۲   | ۲۲     | ۱۴ ژوئن ۲۰۱۱                 | ۷ ژوئن ۲۰۱۱                  | ۲۲ اوت ۲۰۱۱                  | ۲۶ اکتبر ۲۰۱۱                | ۴      |
|     | ۳   | ۱۶     | ۱۱ نوامبر ۲۰۰۸               | ۱۱ نوامبر ۲۰۰۸               | ۱۰ نوامبر ۲۰۰۸               | ۴ مارس ۲۰۰۹                  | ۳      |
|     | ۴   | ۲۲     | ۱ سپتامبر ۲۰۰۹               | ۱ سپتامبر ۲۰۰۹               | ۲ نوامبر ۲۰۰۹                | ۶ ژانویه ۲۰۱۰                | ۴      |
|     | ۵   | ۲۲     | ۷ سپتامبر ۲۰۱۰               | ۷ سپتامبر ۲۰۱۰               | ۱۸ اکتبر ۲۰۱۰                | ۱۰ نوامبر ۲۰۱۰               | ۴      |
|     | ۵-۱ | ۱۰۴    | –                            | –                            | ۸ نوامبر ۲۰۱۰                | –                            | ۱۹     |
|     | ۶   | ۲۲     | ۱۳ سپتامبر ۲۰۱۱              | ۱۳ سپتامبر ۲۰۱۱              | ۷ نوامبر ۲۰۱۱                | ۲ نوامبر ۲۰۱۱                | ۴      |
|     | ۶-۱ | ۱۲۶    | ۲۰ سپتامبر ۲۰۱۱              | ۲۰ سپتامبر ۲۰۱۱              | ۷ نوامبر ۲۰۱۱                | ۹ نوامبر ۲۰۱۱                | ۲۳     |
|     | ۷   | ۲۳     | ۱۸ سپتامبر ۲۰۱۲              | ۱۸ سپتامبر ۲۰۱۲              | ۵ نوامبر ۲۰۱۲                | ۳۱ اکتبر ۲۰۱۲                | ۴      |
|     | ۸   | ۲۳     | ۱۰ سپتامبر ۲۰۱۳              | ۱۰ سپتامبر ۲۰۱۳              | ۲۸ اکتبر ۲۰۱۳                | ۲۵ سپتامبر ۲۰۱۳              | ۴      |
|     | ۸-۱ | ۱۷۲    | -                            | -                            | ۵ نوامبر ۲۰۱۳                | ۱۶ اکتبر ۲۰۱۳                | ۳۱     |
|     | ۹   | ۲۳     | ۹ سپتامبر ۲۰۱۴               | TBA                          | TBA                          | TBA                          | ۴      |